# British Champions Day
Der British Champions Day ist ein Renntag für Vollblut-Pferderennen im Vereinigten Königreich.

## Geschichte
Es ist der Höhepunkt der British Champions Series, bei dem die Finale aller fünf Abteilungen und ein weiteres Gruppe-I-Rennen ausgetragen werden. Am British Champions Day werden über vier Millionen Pfund an Preisgeldern ausgeschüttet. Damit ist er der höchstdotierte britische Renntag.
Seit 2011 findet der British Champions Day alljährlich im Oktober auf der Rennbahn Ascot, in Ascot, Grafschaft Berkshire, südlich von Windsor statt. Die Veranstaltung steht mit dem französischen Arc de Triomphe-Wochenende und dem Breeders’ Cup in Konkurrenz um die besten Pferde am Saisonende. Er markiert das Saisonende für die britischen Flachrennen.
Der British Champions’ Day ist aus mehreren historischen Rennen hervorgegangen, die zuvor schon viele Jahre in Ascot und Newmarket am Ende der Saison ausgetragen wurden. Die Diadem Stakes und Queen Elizabeth II Stakes wurden in Ascot und die Champion Stakes, Jockey Club Cup und Pride Stakes wurden in Newmarket ausgetragen. Im neuen Rahmen wurden diese Rennen dann zu den Finalen der British Champions Series.
Die Queen Elizabeth II Stakes und die Champion Stakes behielten ihre Namen und wurden zu den Finalen der Meile und der Mittelstrecke. Die Diadem Stakes wurden zu den British Champions Sprint, der Jockey Club Cup wurde zum British Champions Long Distance Cup und die Pride Stakes wurden zu British Champions Fillies’ and Mares’ Stakes umgetauft.
Am British Champions' Day von 1996 in Ascot siegte der Jockey Lanfranco („Frankie“) Dettori in allen sieben Rennen. Dieser Renntag, der 28. September 1996 gilt als der verlustreichste (rund 30 Mio. £) für die Buchmacher in der englischen Rennsportgeschichte.
Der ungeschlagene Frankel gewann 2011 die Queen Elizabeth II Stakes und im folgenden Jahr das letzte Rennen seiner Karriere, die Champion Stakes. Das Champions Day Meeting von 2012 erreichte mit 32 000 Zuschauern einen Besucherrekord.

## Ablauf
| Monat   | Tag     | Rennen                                       | Klasse   | Distanz | Alter/Geschlecht               | Preisgeld  |
| ------- | ------- | -------------------------------------------- | -------- | ------- | ------------------------------ | ---------- |
| Oktober | Samstag | British Champions Sprint Stakes              | Gruppe 1 | 1207 m  | 3-jährig und älter             | £600,000   |
| Oktober | Samstag | British Champions Long Distance Cup          | Gruppe 2 | 3219 m  | 3-jährig und älter             | £300,000   |
| Oktober | Samstag | British Champions Fillies’ and Mares’ Stakes | Gruppe 1 | 2414 m  | 3-jährig und älter, nur Stuten | £550,000   |
| Oktober | Samstag | Queen Elizabeth II Stakes                    | Gruppe 1 | 1609 m  | 3-jährig und älter             | £1,100,000 |
| Oktober | Samstag | Champion Stakes                              | Gruppe 1 | 2012 m  | 3-jährig und älter             | £1,300,000 |
| Oktober | Samstag | Balmoral Handicap                            | Handicap | 1609 m  | 3-jährig und älter             | £250,000   |